# Michel Jaspers
Michel Jaspers (Antwerpen, 10 april 1935) is een Belgisch architect. Hij is samen met John Eyers stichtend partner van het architectenbureau M. & J.M. Jaspers & J. Eyers en Partners en tekende voor een heleboel postmodernistische bouwprojecten in de Brusselse Noordruimte.
Jaspers studeerde architectuur aan de Campus Sint-Lukas Brussel en Cornell University in New York. Hij is actief als architect in 1960 eerst geassocieerd met andere architecten, vanaf 1980 (afhankelijk van het project) alleen, in duo met Philippe Samyn of met het Atelier d'Art Urbain. In de jaren tachtig associeert hij zich met Johny Eyers. Buiten enkele studies in het functionalisme volgt hij het postmodernisme.

## Architect
Tot zijn eerste realisaties behoren in Brussel de zetels van Tractebel, het Radisson SAS hotel aan de Wolvengracht, de Belgacomtorens, het Boudewijngebouw (het eerste bouwwerk van het Ministerie van de Vlaamse Gemeenschap), de Brusselse zetel van de KBC Groep aan de Havenlaan, de Leuvense KBC-zetel aan de Brusselsesteenweg, de Egmontgebouwen voor het federale ministerie van Buitenlandse Zaken en het Graaf de Ferrarisgebouw en Hendrik Consciencegebouw voor de Vlaamse Gemeenschap. Prestige haalt Jaspers uit de nieuwe Belgische ambassade in Tokio of de nieuwe ambassade van Qatar in Brussel.
In het begin van de 21e eeuw volgen - al dan niet in associatie met andere architecten - het Borealgebouw, Wijnegem Shopping Center, de North Galaxytorens, het Lexgebouw en de Dexiatoren.
Tot het recentere werk behoren het North Lightgebouw, de Arteveldetoren voor KBC in Gent, de TBR-toren in Brussel en de Paradis-toren in Luik.
Naast nieuwbouw is Jaspers-Eyers ook actief in renovatie waaronder de Zuidertoren in de jaren negentig en de Financietoren in de periode van 2005 tot 2008. Alles bijeen heeft Jaspers-Eyers al gedurende een kwarteeuw een significante impact op de meeste grote bouwprojecten in het Brusselse.

## Investeringsmaatschappij
Michel Jaspers richtte voor zijn familie eveneens een investeringsvennootschap op, Arch-Invest. Deze heeft onder meer een belangrijk aandeel in het vastgoedproject Espace Jacquemotte. In 2006 verwierf Arch-Invest eveneens de aandelen van Redeba Invest, sinds oktober 2003 eigenaar van zes overheidsgebouwen van Financiën en Justitie in Veurne, Boom, Brugge, Luik, Aarlen en Chimay die de regering-Verhofstadt II via sale and lease back had verkocht om de begrotingscijfers eenmalig positief te beïnvloeden.
- International Standard Name Identifier: 0000 0003 8299 9577
- Library of Congress Control Number: no2009186548
- RKD-Nederlands Instituut voor Kunstgeschiedenis: 323157
- Système universitaire de documentation: 149329652
- Union List of Artist Names: 500112433
- Virtual International Authority File: 267833953
- WorldCat: E39PBJtrMPjdvxRXbHPcKyCWjC